# Filtro óptico

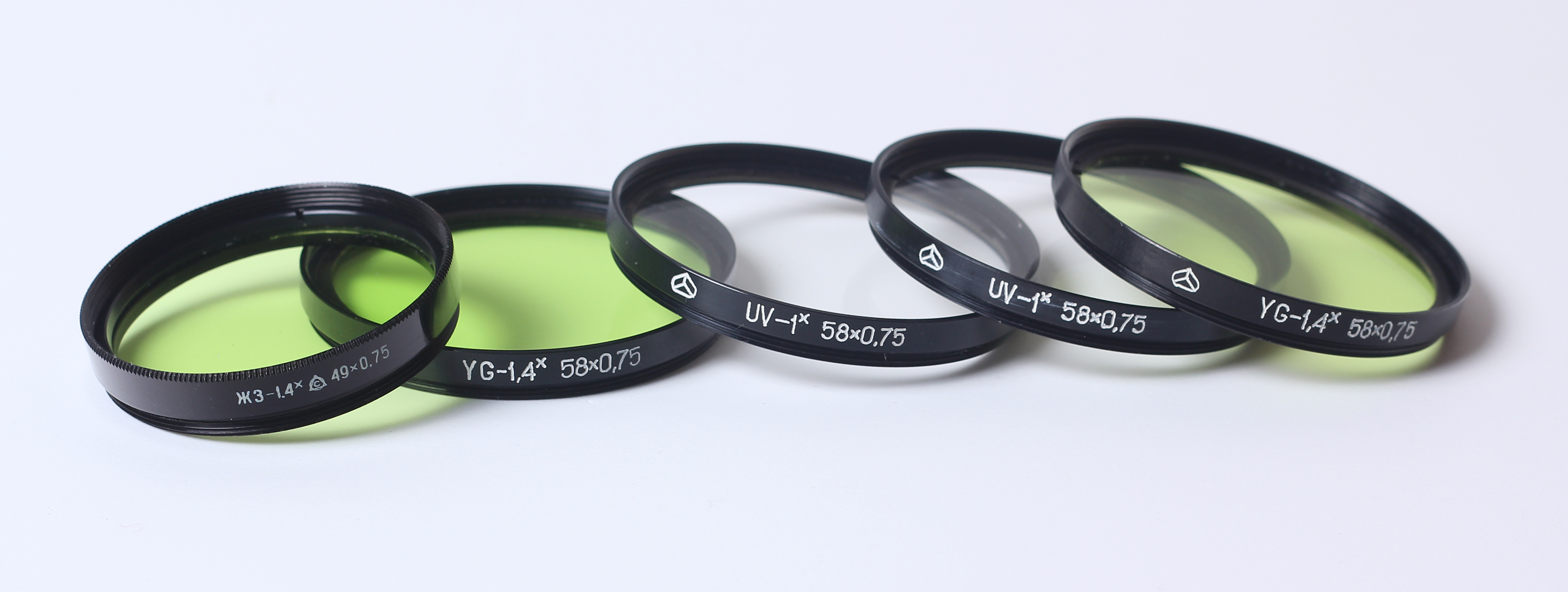

Un filtro óptico es un medio que sólo permite el paso a través de él de luz con ciertas propiedades, suprimiendo o atenuando la luz restante. Los filtros ópticos más comunes son los filtros de color, es decir, aquellos que sólo dejan pasar luz de una determinada longitud de onda. Si se limitan a atenuar la luz uniformemente en todo el rango de frecuencias se denominan filtros de densidad neutra.
Según su procedimiento de acción pueden ser de absorción, si absorben parte de la luz, o bien reflectivos si la reflejan. A este último grupo pertenecen los filtros dicroicos. Los usos de los filtros ópticos incluyen la fotografía, iluminación y numerosos usos científicos. Los filtros de absorción se elaboran depositando sobre la superficie de un sustrato transparente o mezclado en él, una sustancia con propiedades absorbentes de la luz.
Según el rango de frecuencias que dejan sin filtrar, se clasifican en filtros de paso alto o de paso bajo, según si dejan sin filtrar las radiaciones de frecuencia superior o inferior respectivamente a cierto valor, denominada frecuencia de corte. En los filtros de paso de banda se filtran las frecuencias por encima y por debajo de ciertos límites.
La atenuación de la señal filtrada se mide mediante la transmitancia óptica del medio filtrante o su inversa, la absorbancia.

## Tipos de filtros
Estos son algunos tipos de filtros ópticos, no obstante muchos filtros corresponden a más de una categoría y comparten características o se pueden englobar dentro de otra clasificación. Así muchos filtros técnicos son a su vez filtros polarizadores o se puede obtener un determinado tipo de filtro mediante diversas técnicas que los englobarían en diversas categorías

### Filtros dicroicos
El término dicroísmo (del griego dikroos, dos colores) hace referencia a la división de un haz de luz en dos bandas de frecuencia. Un filtro dicroico o interferencial está formado por una lámina transparente que posee un recubrimiento reflectante en una de sus superficies que refleja la luz que se desea filtrar. De este modo se consigue separar la luz en dos haces cromáticos mediante el principio de interferencia. Este tipo de filtros se fabrican depositando en el vacío capas de sustancias reflectivas sobre un sustrato, generalmente de vidrio. Variando el número y grosor de estas capas se puede ajustar el filtro a la frecuencia y ancho de banda deseado con mucha precisión siguiendo los principios del interferómetro de Fabry-Perot.

#### Aplicaciones

Prisma tricroico.

Aparte de las aplicaciones comunes, otro uso es la emisión de luz fría, con un filtro dicroico que bloquee la luz infrarroja, produciendo una fuente de luz que caliente menos la superficie iluminada. Muchas lámparas halógenas se fabrican con un filtro dicroico que refleja la luz infrarroja de vuelta al filamento. Se emplean prismas dicroicos para dividir la luz blanca en los colores primarios en cámaras de vídeo de gama profesional hacia sensores específicos para cada color, dos prismas dicroicos separan el rojo y azul respectivamente, al conjunto se le denomina prisma tricroico. El sistema se usó en las cámaras de película technicolor, que utilizaban una bobina para cada color (2 o 3 según el sistema).
El proceso inverso se lleva a cabo en los proyectores de vídeo, uniendo los haces de luz procedentes de tres pantallas LCD. En joyería se emplea este efecto para producir irisaciones en la superficie de vidrio con recubrimiento especial. Otra importante aplicación se lleva a cabo en el filtrado espacial.
Estos filtros, al no absorber apenas radiación, se calientan mucho menos que los equivalentes filtros de absorción, lo que los hace más estables para óptica de precisión y adecuados para trabajar con luz intensa o láser potentes. Sin embargo, al reflejar parte de la luz pueden interferir de forma indeseada con ciertos dispositivos ópticos, para los que son preferibles los filtros de absorción.
Una variante del mismo principio, pero con efectos opuestos es la empleada en los recubrimientos antirreflectivos de las lentes.

### Filtros polarizadores

Diagrama de la acción de un filtro polarizador.

Los filtros polarizadores permiten únicamente el paso de luz polarizada en cierto plano. También pueden ser absorbentes, si absorben la radiación no polarizada en el ángulo deseado o de división de haz, si dividen la luz en un haz polarizado y otro no polarizado, como los de tipo Glan. Existen minerales que muestran de forma natural propiedades polarizadoras como la turmalina, pero en la práctica se suelen fabricar de materiales absorbentes del tipo del polaroid, un polímero de nitrocelulosa recubierto de cristales microscópicos de iodoquinina, orientados mediante campos eléctricos. También pueden fabricarse por el procedimiento de recubrimiento que se emplea para los filtros dicroicos, obteniéndose así filtros polarizadores dicroicos que dividen la luz en dos haces, ambos polarizados. Otros filtros explotan las propiedades de birrefringencia de ciertas sustancias como la calcita; a este grupo pertenece el prisma Nicol, o los filtros de tipo Glan, de cualidades superiores y usados en aplicaciones científicas.
Éstos filtros se usan en una amplia variedad de ámbitos, prácticos y científicos. Se emplean polarímetros para medir las propiedades ópticas de las sustancias orgánicas. Ciertos tipos de estereogramas son visibles polarizando las imágenes para cada ojo en un plano distinto, se proyectan juntas y con unas gafas especiales con filtros adecuados para cada ojo se separan de nuevo. También se emplean en telecomunicaciones, donde se emplean para separar y multiplexar la señal transmitida por una fibra óptica. Un polarímetro es un instrumento óptico dotado de filtros polarizadores para observar las propiedades de la luz emitida o modificada al pasar por una sustancia. Muchos fenómenos se pueden estudiar empleando polarimetría, como la estructura de ciertas sustancias orgánicas o cristalinas, igualmente, en astronomía, numerosos fenómenos son susceptibles de estudiarse con esta técnica.

### Filtros infrarrojos (IR)
Son un tipo de filtros que se utilizan para bloquear la luz infrarroja, dejando pasar la luz visible. Se utilizan a menudo como filtros absorbentes de calor de dispositivos para evitar calentamientos indeseados debido a la luz infrarroja.
Generalmente se fabrican con vidrio tintado.
Su principal ventaja es que filtran la luz del espectro infrarrojo.
Uno de sus inconvenientes es que pueden filtrar la luz de longitud de onda cercana al infrarrojo.

### Filtros ultravioleta (UV)
Son un tipo de filtros que absorben la radiación ultravioleta (UV), dejando pasar la luz visible.
Generalmente se fabrican con vidrio transparente para el ojo humano.
Una de las ventajas del filtro UV es que hace que las imágenes se acerquen más a la apariencia visual del ojo humano.
Uno de sus inconvenientes, al igual que los IR, es que en ocasiones filtran la luz con longitud de onda cercana al UV.

### Filtro de excitación
Este es un tipo de filtro para usos científicos que se emplea en microscopía de fluorescencia y espectroscopia. Estos filtros seleccionan la longitud de onda de excitación para producir fluorescencia en el espécimen observado bloqueando el resto de la luz procedente de una fuente que suele ser una lámpara de arco de xenón o una lámpara de vapor de mercurio, generalmente luz de onda corta.

### Filtro de Lyot
Es un tipo de filtro creado por el astrónomo francés Bernard Lyot. Se usa principalmente en astronomía, especialmente astronomía solar. Está formado por una o más láminas birrefringentes, generalmente de cuarzo, siendo cada lámina de la mitad de grosor que la anterior. Debido a la birrefringencia de las placas los componentes de polarización ordinaria y extraordinaria del haz de luz tienen un índice de refracción distinto y por tanto distinta velocidad de fase, por lo que el estado de polarización de la luz se modificará al atravesar el filtro, perdiendo intensidad óptica en el polarizador siguiente. Sin embargo para ciertas longitudes de onda la diferencia en la longitud del recorrido óptico es un múltiplo entero de la longitud de onda por lo que las pérdidas son muy pequeñas. Esta longitud de onda se puede ajustar girando las láminas. Estas franjas de transmisión dependen del número, grosor y orientación de las láminas.
Estos filtros se emplean también para ajustar la longitud de onda de láseres ubicándolos en su resonador óptico.

### Filtro de resonancia atómica
Este es un filtro usado en investigación científica para filtrar radiaciones electromagnéticas con extrema precisión y mínima pérdida de intensidad de señal. Produce emisiones de una amplitud de banda sumamente estrecha (del orden de 0,001 nanómetros) y puede trabajar en una longitud de onda desde el infrarrojo al ultravioleta. Otra característica de estos filtros es su alto grado de aceptación, de hasta 180°. Estos filtros son instalaciones sumamente complejas que son ajustadas específicamente para cada aplicación científica en que se emplee.
Los hay de tres tipos: filtros de Faraday, de Voight y de absorción-reemisión. Se emplean en diversas aplicaciones científicas en las que haya que filtrar con gran precisión radiación de frecuencia muy concreta; uno de los usos más comunes es en los receptores de los LIDAR.

### Filtro espacial

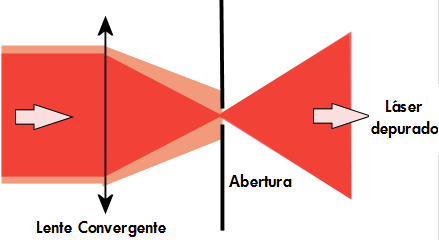
Filtro espacial.

Un filtro espacial se basa en la óptica de Fourier para filtrar un haz de luz coherente u otra radiación electromagnética. Generalmente se usan para filtrar la salida de un láser suprimiendo las aberraciones debidas a imperfecciones en la óptica que impiden que sea perfectamente convergente, produciendo un haz en el modo transversal del resonador óptico. Se emplea una lente convergente para enfocar el haz que, al no ser perfectamente convergente no se concentrará en un solo punto, sino que en el plano focal creará un punto rodeado de aros concéntricos correspondientes a la transformada de Fourier de la distribución de intensidad energética transversal del haz. La luz del centro corresponde a una onda perfecta en el plano de la transformada, siendo el resto luz con superior frecuencia espacial.
Haciendo pasar este haz central por una abertura cuyo tamaño depende de la longitud de onda de la luz, de la distancia focal de la lente y de la calidad del resonador (generalmente de unos 100 μm) se obtiene un haz gaussiano casi perfecto a costa de reducir la intensidad.

### Filtro Chelsea
Un filtro Chelsea es un filtro dicromático que permite el paso de frecuencias tanto en el rojo intenso como en el amarillo-verde (690 y 570 nm respectivamente) que corresponden con las bandas de emisión y absorción de la esmeralda. Es por ello que se emplea frecuentemente en gemología para distinguir la esmeralda auténtica de imitaciones. Esto es debido a la fluorescencia roja que emiten éstas al ser iluminadas con luz ultravioleta. Aunque no es capaz de distinguir entre esmeraldas naturales y las sintéticas que se empezaron a introducir en los años 40, este filtro sigue siendo útil para distinguir las variantes sintéticas de aguamarina y topacio azul, las cuales al ser espinelas con contenido en cobalto emiten fluorescencia roja.

### Filtro Christiansen
Fue descubierto por el físico danés Christian Christiansen. Es un filtro de banda estrecha consistente en un polvo transparente en suspensión en un líquido transparente, ambos con distintos valores de dispersión pero con idéntico índice de refracción a cierta longitud de onda, por lo que la luz de esta longitud de onda puede atravesar el filtro mientras que el resto es dispersada mediante refracción del medio en suspensión. El filtro típico está compuesto de polvo de vidrio sumergido en una mezcla de benceno y disulfuro de carbono. La longitud de onda se puede ajustar variando la proporción de ambos componentes líquidos o variando la temperatura.

## Aplicaciones de uso común

### Filtros fotográficos

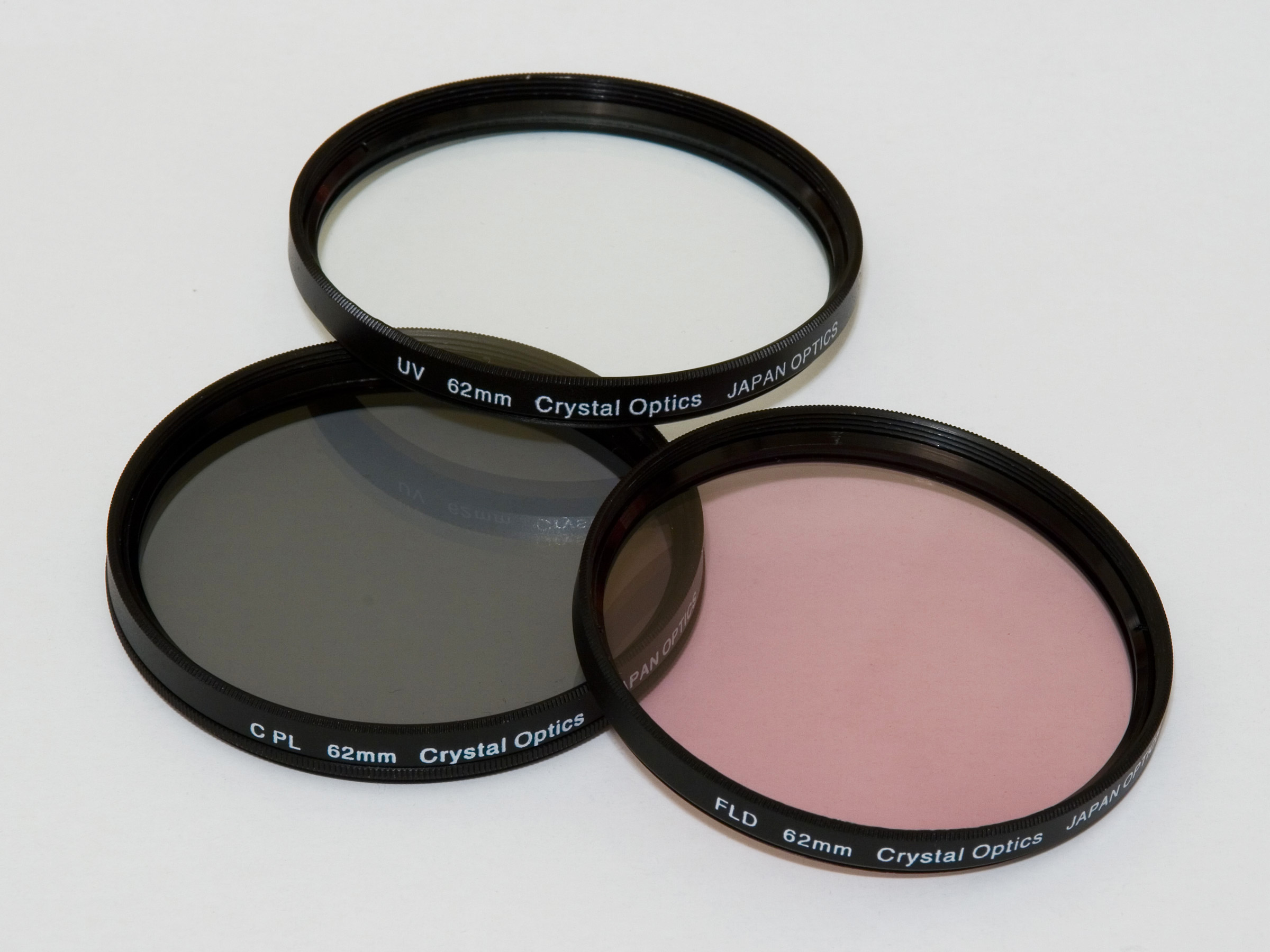
Filtros fotográficos.

Los filtros usados en fotografía y cinematografía consisten en una lámina translúcida que se interpone delante del objetivo. Con ellos se consigue alterar la imagen de diversos modos, corrigiendo el color, modificando la luz o creando distintos efectos visuales. En ocasiones se le da el nombre de filtros a simples láminas transparentes que protegen la lente de la cámara.
Los filtros de color son los más comunes. Se emplean para compensar el tono de la luz en determinadas circunstancias o con determinados tipos de película, como cuando se fotografía con luz de tungsteno (bombillas comunes), de modo que la imagen adquiera un color más natural. En ocasiones, no obstante, se emplean filtros para acentuar el color natural, por ejemplo para intensificar el azul del cielo, o para alterar el color natural con fines creativos. En la fotografía en blanco y negro un filtro de color modifica el contraste atenuando ciertos tonos de color; así se puede hacer más oscuro el cielo azul usando un filtro anaranjado.
En artes gráficas se usan los llamados filtros de sustracción que sólo dejan pasar la luz de tonos básicos con lo que se consigue descomponer una imagen en sus colores primarios como paso previo a una impresión policrómica, si bien la tecnología digital ha hecho esto innecesario en la actualidad.
Otro grupo de filtros fotográficos lo forman los filtros polarizadores que se emplean para eliminar brillos y reflejos e intensificar el contraste en determinadas circunstancias. Estos son giratorios para poder variar el ángulo de polarización de la luz entrante.
Los filtros de efectos se fabrican en una enorme variedad de tipos y crean diversos tipos de efectos visuales, como difuminar la imagen, provocar la difracción de la luz o crear diversas formas geométricas. En este grupo se incluyen también los filtros de degradado que oscurecen ciertas partes de la imagen.
Los filtros de luz ultravioleta reducen la bruma que en ocasiones causa la luz ultravioleta intensa. Por último en fotografía infrarroja se usan filtros que sólo permiten pasar este tipo de luz.

### Filtros de iluminación

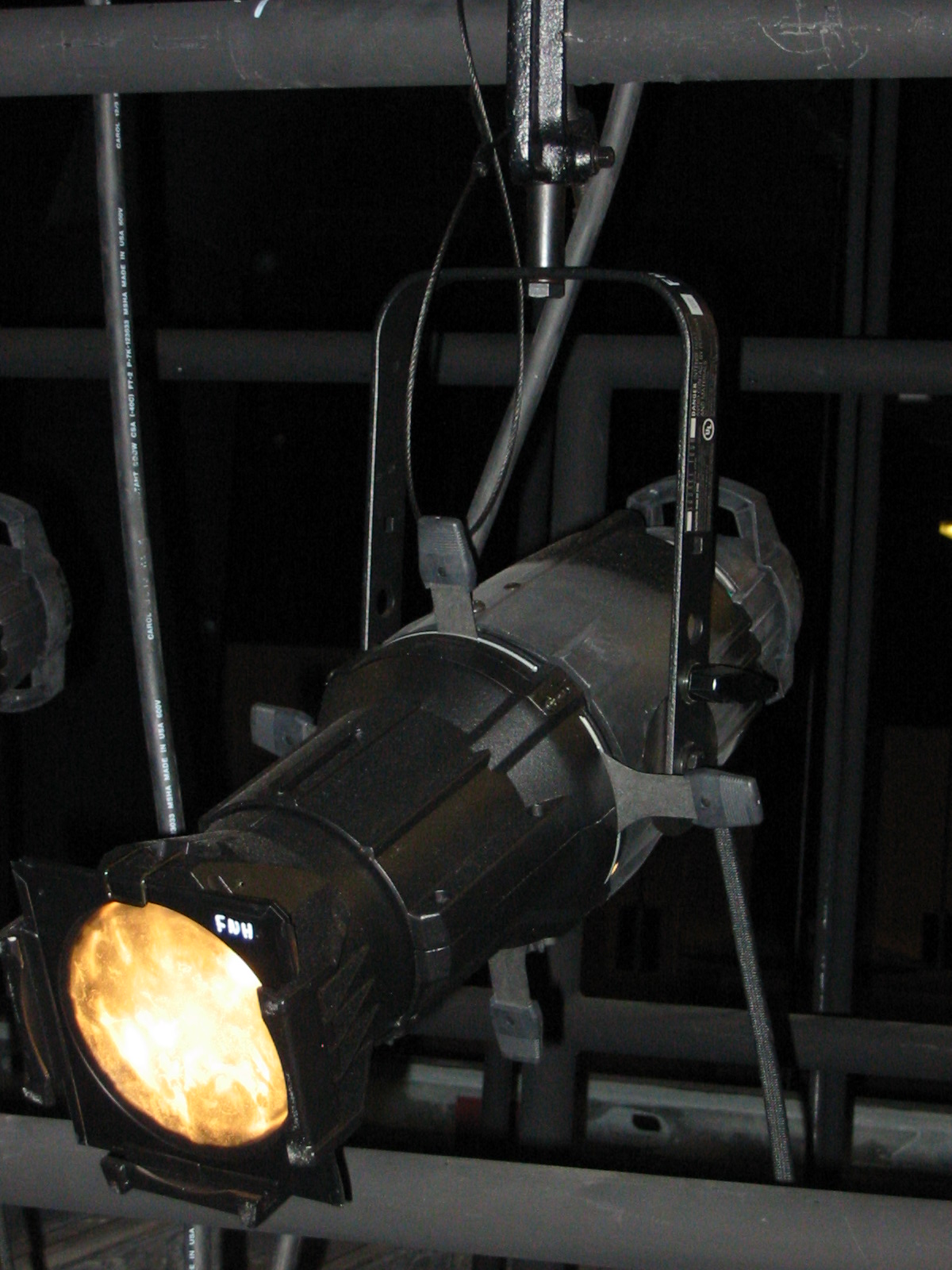
Reflector con un filtro amarillo.

Los filtros usados en iluminación consisten en una lámina transparente teñida de color, lo que en el ámbito de la escenografía y cinematografía se denominan geles. Mediante la absorción de las frecuencias luminosas indeseadas, el filtro colorea la luz de una lámpara o proyector con fines escénicos, decorativos o para corregir el color de las filmaciones en fotografía y cinematografía. En la actualidad consisten en láminas de policarbonato o poliéster que se interponen en el haz de luz. Para aplicaciones ópticas o que requieran mayores prestaciones se emplean filtros de vidrio o, para mayor precisión, filtros dicroicos que son reflectivos, no absorbentes. El vidrio tiene la ventaja de su permanencia sobre los materiales plásticos, ya que éstos, en función de la intensidad luminosa a que están sometidos, van atenuando su color con el uso, sobre todo en colores muy saturados.

### Uso histórico
En la antigüedad la luz natural o artificial era teñida con distintos materiales. En los edificios religiosos bizantinos y románicos era común el uso de delgadas láminas de alabastro como cerramiento de ventanas. Estas producen una luz tenue y cálida adecuada para la intimidad y el recogimiento religioso. Los vitrales eran conocidos desde la antigua Roma pero no es hasta el gótico cuando su uso se generaliza desarrollándose nuevos colores y perfeccionándose la técnica de emplomado. En los primeros siglos del islam era frecuente el uso del vidrio pintado tanto para ventanas como para lámparas de mezquita principalmente. En China y otros países asiáticos se elaboran desde la antigüedad remota lámparas y faroles de papel pintado y teñido de colores. No obstante, el medio más común usado desde antiguo para filtrar la luz ha sido el empleo de velos y cortinas de diversos tejidos traslúcidos.
Su uso escénico se inicia en el teatro barroco, cuando se colocaban recipientes de vidrio con agua teñida delante de las lámparas u otras fuentes de luz. Posteriormente se empleó gelatina, lo que dio nombre al dispositivo hasta nuestros días. Con el desarrollo de la iluminación moderna se desarrollaron materiales más aptos para las elevadas temperaturas de los focos, basados en acetato (Geltran, Cinemoid y Roscolene), y que en caso de quemarse no producían llama. Estos tuvieron que ser sustituidos cuando en los años 60 se generaliza el uso de lámparas halógenas, mucho más potentes y que producen más calor. Sin embargo, incluso los filtros modernos tienen una tolerancia al calor limitada por lo que la industria ha intentado producir fuentes de luz que irradien menos calor.

### Uso actual
Los geles actuales se venden en rollos de 600 o 1200 mm por 16 m de largo o bien en láminas de 500x600 mm (20x24 pulgadas). El tamaño deriva de los tiempos de la gelatina, ya que esta es la medida de molde de pastelería de la época.
Los colores varían según los fabricantes y se identifican por un código de una letra, que distingue a cada fabricante, seguida de un número que identifica el color. Con frecuencia se obtiene el color deseado mediante combinación de luz de distintos colores, ya que a las instalaciones les es difícil tener acceso a toda la variedad de tonos disponible. Los diversos filtros tienen distintos coeficientes de transmisión o, más precisamente, curvas de transmisión espectral. Cuanto menor sea aquel, más luz absorberá el filtro, produciendo generalmente un color más intensamente definido.
Los filtros de iluminación para corrección de color alteran la temperatura luminosa con un tono más o menos azulado o anaranjado. Otros filtros se emplean para obtener diversos efectos luminosos sin alterar el color de la luz.

### Gafas de sol
Uno de los usos más cotidianos de los filtros ópticos son las gafas de sol. Desde la antigüedad los esquimales fabricaban gafas tallando una estrecha ranura en una pieza de asta de caribú para evitar la ceguera producida por la luz ultravioleta reflejada por la nieve. En la antigua China los jueces usaban gafas de vidrio ahumado para evitar que las partes en los procesos anticipasen su opinión por la expresión de sus ojos. 
Desde un punto de vista óptico se pretende que las gafas de sol bloqueen la luz molesta y perjudicial como la luz ultravioleta, en condiciones de luz intensa sin distorsionar la imagen, o incluso realzando la percepción y la nitidez de esta. 
Para minimizar la distorsión cromática, que podría ser peligrosa por ejemplo, al conducir, las lentes se suelen fabricar de color gris, verde o marrón. Estas dos últimas son particularmente recomendables ya que además mejoran el contraste de la imagen. Las grises ni mejoran el contraste ni distorsionan el color. Las amarillas y naranjas son las que más mejoran el contraste pero distorsionan los colores, lo mismo les sucede a las rojas que son recomendables en condiciones de escasa luz. Las lentes se fabrican de vidrio, policarbonato, metacrilato o CR-39 (alil diglicol carbonato). Las de vidrio tienen las mejores cualidades ópticas y de resistencia a la rayadura pero son frágiles y pesadas. Muchas gafas de sol se fabrican con filtros polarizadores que eliminan parte de los reflejos de superficies brillantes mejorando la percepción visual.
También se usan gafas protectoras para muchos trabajos y aplicaciones técnicas como la soldadura al arco, donde se emplean gafas y cascos que protegen de la intensa luz y las emisiones ultravioleta que emite el arco eléctrico. También en ámbitos donde se emplea luz láser de cierta potencia como cirugía se emplean gafas que bloquean la longitud de onda del láser para evitar los daños de exposiciones accidentales.